# Fidel Herrera Beltrán

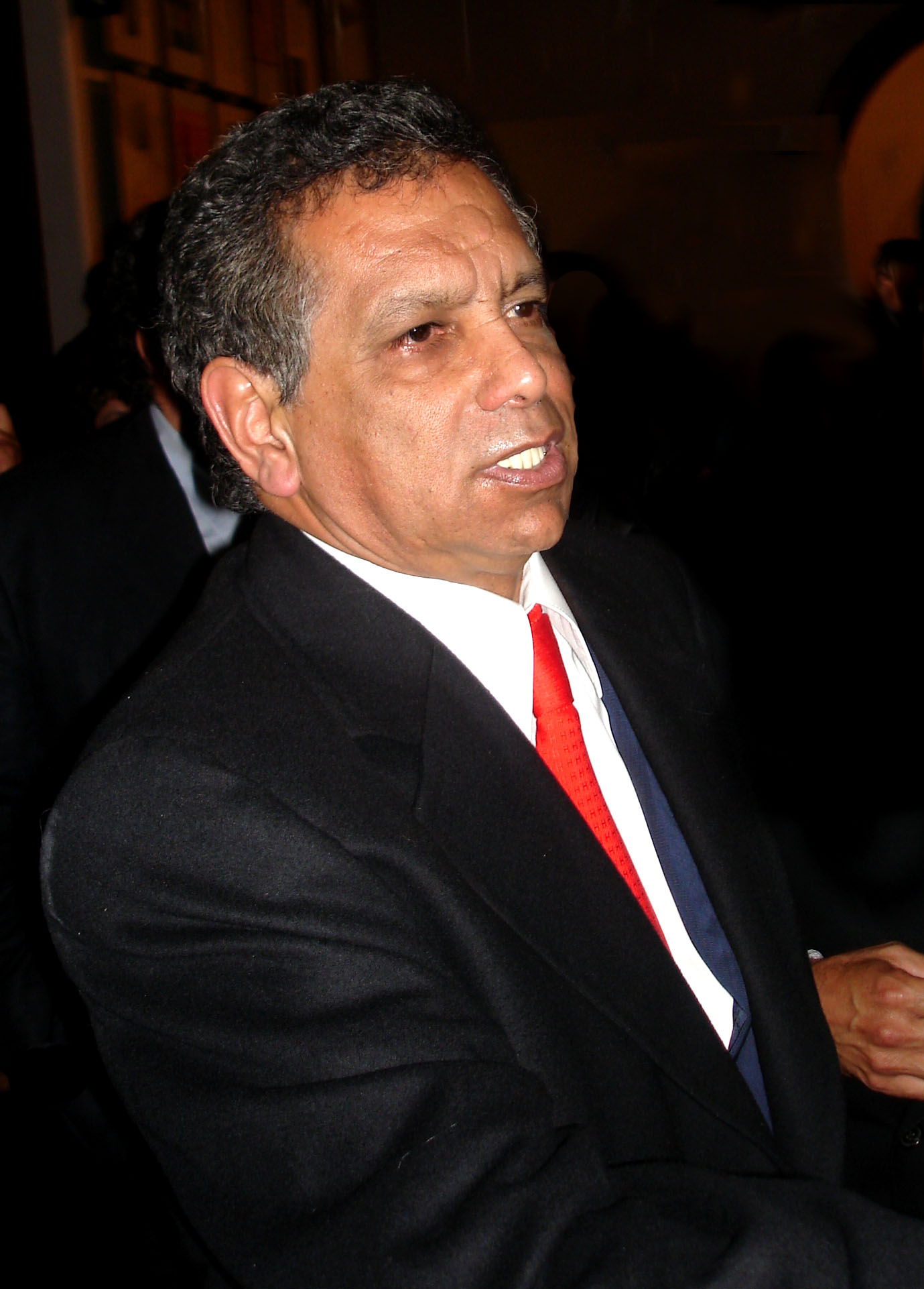
Fidel Herrera

Fidel Herrera Beltrán (Nopaltepec, 7 maart 1949 – Mexico-Stad, 2 mei 2025) was een Mexicaans politicus van de Institutioneel Revolutionaire Partij (PRI).
Herrera studeerde rechtsgeleerdheid aan de Veracruzaanse Universiteit (UV), en doceerde rechtsgeleerdheid en politieke wetenschappen aan verschillende universiteiten. Herrera heeft viermaal zitting gehad in de Kamer van Afgevaardigden en werd in 2000 tot senator gekozen. In 2004 trad hij terug als senator om zich kandidaat te stellen voor de gouverneursverkiezingen van zijn geboortestaat Veracruz. In die verkiezing versloeg hij met een krappe marge Gerardo Buganza en Dante Delgado en trad op 1 december 2004 aan als gouverneur.
Op 31 december 2007 was Herrera winnaar van de Nationale Loterij. Hij verdeelde de prijs van 75 miljoen peso (circa €4,5 miljoen) onder zijn medewerkers.
In 2009 ontstond commotie toen Herrera een filmpje waarin hij bespot werd van YouTube liet verwijderen.
Herrera werd in 2010 opgevolgd door zijn partijgenoot Javier Duarte de Ochoa.
Herrena overleed op 2 mei 2025 op 76-jarige leeftijd.
- International Standard Name Identifier: 0000 0000 3292 4364
- Library of Congress Control Number: n92028782
- Virtual International Authority File: 23791565
- WorldCat: E39PBJmtCdj6dgjfgwggMKDXh3